# Оксусу чха

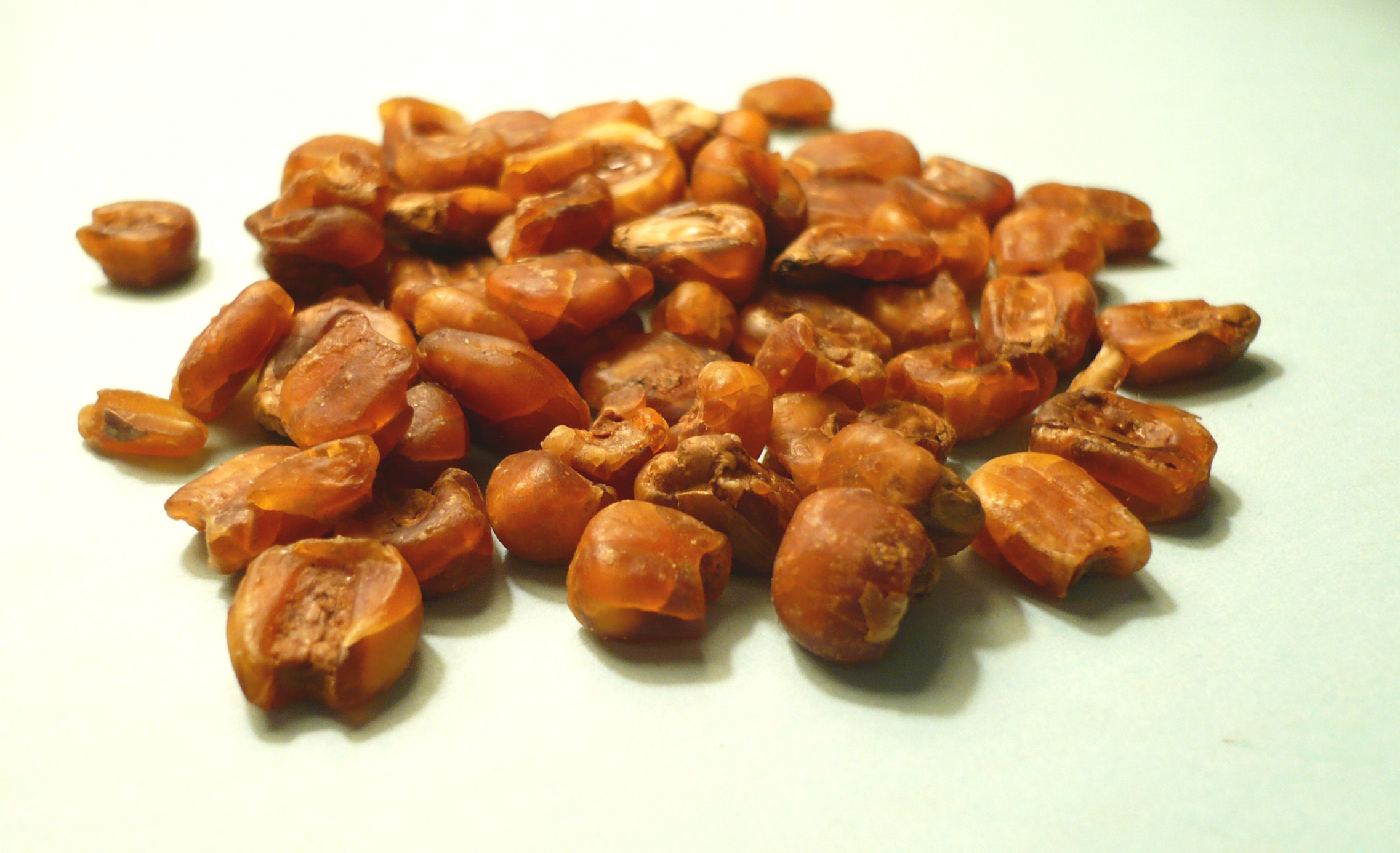

Оксусу чха (кор. 옥수수차, букв. «чай з кукурудзи») — корейський традиційний напій, що готується з кукурудзяних зерен.
Для приготування оксусу чха кукурудзяні зерна висушують на сонці, а потім обсмажують на сковороді до коричневого кольору. Обсмажені зерна заварюють в каструлі до отримання золотистого кольору. Іноді в оксусу чха додають цукор за смаком, хоча чай сам по собі має солодкуватий смак. Вид кукурудзи, який найчастіше використовують для приготування чаю, називається канненьї (кор. 강냉이) і виростає в районі міста Каннин.